# Ян Слауергофф
Ян Слауергофф (нід. Jan Slauerhoff, повне ім'я: Ян Якоб Слауергофф / нід. Jan Jacob Slauerhoff, зрідка підписувався Джон Рейвенсвуд; 15 вересня 1898, Лейварден, Нідерланди — 5 жовтня 1936, Гілферсум) — нідерландський поет, прозаїк, перекладач, корабельний лікар, один з найбільших письменників нідерландської літератури ХХ століття.

## Біографія
Ян Якоб Слауергофф народився 15 вересня 1898 року в протестантській сім'ї, був п'ятою дитиною з шести в родині, й від дитинства страждав на астму.
Закінчивши школу (у якій навчався разом зі своїм другом, також майбутнім письменником, Симоном Вестдейком), Слауергофф обрав лікарську кар'єру й вступив до медичного університету в Амстердамі. Що, однак, не завадило йому займатись літературою — перші вірші Слауергоффа були надруковані в студентському часописі Propria Cures. При тому він не брав скільки-небудь активної участі в студентському житті, з головою поринувши у світ улюблених французьких символістів — Шарля Бодлера, Поля Верлена, Артюра Рембо, Жуля Лафорга, твори яких перекладав нідерландською, також цікавився португальською, іспанською, китайською поезією.
Починаючи від 1921 року поезії Слауергоффа починають друкуватися в серйозному літературному часописі «Течія» (Het Getij), а вже 1923 року вийшла його перша поетична збірка — «Архіпелаг» (Archipel). У тому ж році поет, вважаючи себе ще не готовим до сталих почуттів) розірвав стосунки з Труус де Рейтер, з якою заручився ще в студентські роки, коли дівчина вивчала нідерландську філологію, а сам поет — медицину. Не спромігшись знайти собі працю в Нідерландах (а під час навчання в університеті в Слауергоффа з'явилося небагато друзів, але значно більше — ворогів), поет поступив на службу в Ост-Індську корабельну компанію й зробився судовим лікарем. Однак уже в першому ж плаванні слабке здоров'я Слауергоффа далося взнаки й змусило його шукати роботу на суші. Та вже за декілька місяців він знову підписав контракт з корабельною компанією і вирушив морем на Далекий Схід. До 1927 року, коли закінчувався контракт, Слауергофф чимало разів побував у Китаї, Гонконгу та Японії.
Від 1928 року поет почав плавати лікарем на суднах, що курсували до Латинської Америки. Тим часом потроху виправилось його самопочуття, а письменницька слава починає зростати (до 1930 року були вже надруковані 6 поетичних збірок і 2 збірки оповідань автора). У віршах Слауергоффа читачі з насолодою відкривали дивовижний світ східних країн та південних морів, автор розповідав про китайців-кулі, що завантажували човни від Шанхаю до Кантона, про портові міста — Порт-Саїд, Джибуті, Сінгапур, про моряків і піратів, про мужність, вірність і мандрівки на край землі.
Від 1929 року Слауергофф часто бував у Нідерландах, працюючи в Утрехті в клініці дерматалогії та венеричних захворювань. У вересні 1930 року він узяв шлюб з танцюристкою, балериною Дар'єю Колін (Darja Collin), і деякий час почувався дуже щасливим. Однак вже 1931 року він знову захворів (цього разу на пневмонію) і вимушений їхати поправляти здоров'я до Італії, куди швидко переїжджає і його вагітна дружина. Дитина в подружжя народилась мертвою, і Слауергофф впав в депресію, а в 1932 році після тяжких роздумів вирішує знову вийти в море. Здоров'є поета було слабким, і він вирішив попрямувати у Північну Африку, але незабаром повернувся назад. Разом зі здоров'єм погіршилися стосунки з жінкою, що задеякий час скінчилися розлученням.
Тим часом письменницька слава Слауергоффа, як і раніше, все збільшувалась. У 1932 році вийшло друком його «Заборонене королівство» (Het verboden rijk), історичний роман з рисами магічного реалізму, у якому розповідається про 19 століття та португальського поета 16 століття Луїса де Камоенса, автора сонетів і героїчної поеми «Лузіади», що, як і сам Слауергофф, бував на Сході. Нідерландський поет неодноразово звертався до образу свого попередника — наприклад, у сонеті «Камоенс», і спіставляв його долю зі своєю, передбачаючи і в цьому гірку засторогу (адже Камоенс помер від чуми). Цей, а також наступний роман Слауергоффа «Життя на землі» (Het leven op aarde, 1934) були схвально прийняті критикою та читачами, а поетична книга Soleares була в 1933 році навіть відмічена премією Ван дер Хогта.
Після 1935 року Слауергофф багато плавав по світу. В одній зі своїх мандрівок до Південної Африки він сильно занедужав на малярію і в 1936 році поспіхом повернувся до Нідерландів, але вже запізно. Поет помер 5 жовтня 1936 році, невдовзі після свого 38-го дня народження, у лікарні в Гілферсумі, не доживши одного місяця до виходу свого останнього збірника віршів «Гідна могила моряка» (Een eerlijk zeemansgraf).
Писав також поезії по-французьки.
Прозаїчні твори Яна Слауергоффа перекладено німецькою, французькою, італійською, португальською та українською (перекладач Ярослав Довгополий, м. Львів) мовами, поезія — російською та білоруською.

## Твори
Практично весь творчий доробок Яна Слауергоффа перегукується з культом експансивної непокірної особистості.
Бібліографія:
поезія (збірки віршів):
- «Півтінь» (Clair-obscur), 1926;
- «Східня Азія» (Oost-Azië), 1928 (під псевдонімом Джон Равенсвуд);
- «Ельдорадо» (Eldorado), 1928;
- «Архіпелаг» (Archipel), 1929;
- «Болотні квіти» (Fleurs de marécage), 1929 (по-французьки);
- «Сатурн» (Saturnus), 1930 (розширене і доповнене видання «Півтіні»);
- «Нездатний» (Yoeng Poe Tsjoeng), 1930 (переклади з китайської та оригінальні вірші);
- «Серенада» (Serenade), 1930;
- Soleares (Soleares), 1933 ;
- «Гідна могила моряка» (Een eerlijk zeemansgraf), 1936.

проза:
- «Острів весни та інші оповідки» (Het Lente-eiland en andere verhalen), 1930 (збірка оповідань);
- «Піна та попіл» (Schuim en asch), 1930 (збірка оповідань);
- «Заборонене королівство» (Het verboden rijk), 1932 (повість);
- «Життя на землі» (Het leven op aarde), 1934 (повість);
- «Повстання Гвадалахари» (De opstand van Guadalajara), повість, опублікована посмертно, 1937.

драматургія:
- «Ян Пітерс Кун» (Jan Pietersz. Coen), 1931 (трагедія).